# Kanton Rodez-2
Der Kanton Rodez-2 ist ein französischer Wahlkreis im Département Aveyron in der Region Okzitanien. Er umfasst einen Teilbereich der Gemeinde Rodez und eine weitere Gemeinde im Arrondissement Rodez. Durch die landesweite Neuordnung der französischen Kantone wurde er 2015 neu geschaffen.

## Gemeinden
Der Kanton besteht aus zwei Gemeinden und Gemeindeteilen mit insgesamt 12.256 Einwohnern (Stand: 1. Januar 2022) auf einer Gesamtfläche von 10,28 km²:
| Gemeinde       | Einwohner 1. Januar 2022 | Fläche km² | Dichte Einw./km² | Code INSEE | Postleitzahl |
| -------------- | ------------------------ | ---------- | ---------------- | ---------- | ------------ |
| Le Monastère   | 2.301                    | 6,73       | 342              | 12146      | 12000        |
| Rodez          | 9.955                    | 3,55       | 2.804            | 12202      | 12000        |
| Kanton Rodez-2 | 12.256                   | 10,28      | 1.192            | 1217       | –            |

1. ↑   Nur der südöstliche Teil der Gemeinde, der Rest verteilt sich auf die Kantone Rodez-1 und Rodez-Onet.

## Politik
| Vertreter im Departementrat | Vertreter im Departementrat        | Vertreter im Departementrat |
| Amtszeit                    | Namen                              | Partei                      |
| --------------------------- | ---------------------------------- | --------------------------- |
| 2015–2021                   | Evelyne Frayssinet                 | DVD                         |
| 2015–2019                   | Bernard Saules                     | LR                          |
| 2019–2021                   | Serge Julien                       | LR                          |
| 2021–                       | Serge Julien Emilie Saules-Le Bars | LR DVD                      |